# چارلی مک دونالد
چارلی مک دونالد (انگلیسی: Charlie MacDonald؛ زادهٔ ۱۳ فوریهٔ ۱۹۸۱) بازیکن فوتبال اهل بریتانیا است.
از باشگاه‌هایی که در آن بازی کرده‌است می‌توان به باشگاه فوتبال چارلتون اتلتیک، باشگاه فوتبال بورم‌وود، باشگاه فوتبال تورکی یونایتد، باشگاه فوتبال ابسفلیت یونایتد، باشگاه فوتبال مارگیت، باشگاه فوتبال برنتفورد، باشگاه فوتبال اولدهام اتلتیک، باشگاه فوتبال چلتنهام تاون، باشگاه فوتبال کولچستر یونایتد، باشگاه فوتبال میلتون کینز دونز، باشگاه فوتبال ساوتند یونایتد، باشگاه فوتبال لیتون اورینت، باشگاه فوتبال سنت آلبنز سیتی، باشگاه فوتبال بارنت، باشگاه فوتبال کراولی تاون، و باشگاه فوتبال استیونج اشاره کرد.